# Valérie De Bue

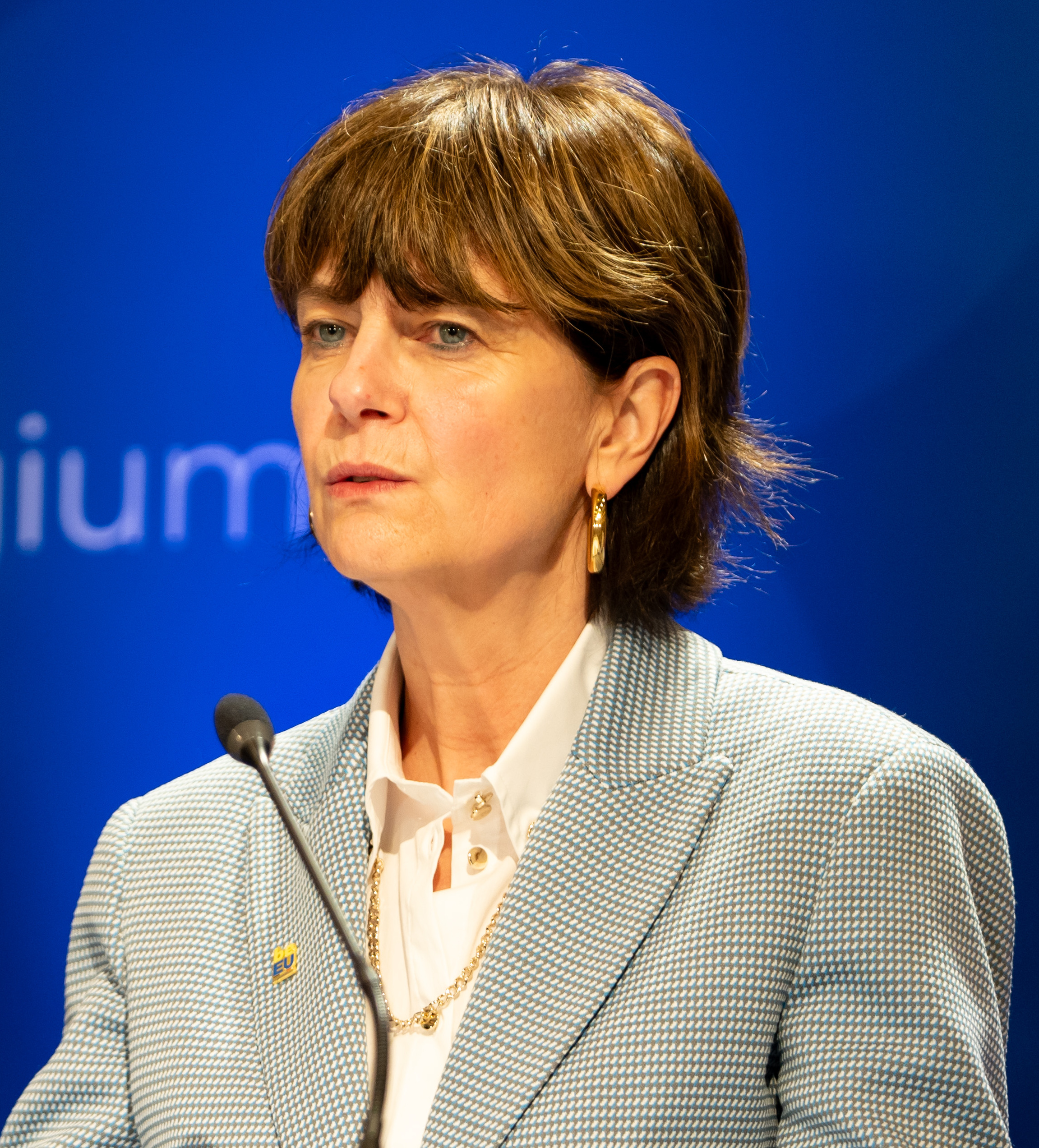
Valérie De Bue (2024)

Valérie De Bue  (* 7. Oktober 1966 in Vilvoorde, Provinz Brabant, heute: Provinz Flämisch-Brabant) ist eine belgische Politikerin der Mouvement Réformateur (MR), die unter anderem von 2003 bis 2014 Mitglied der Belgischen Abgeordnetenkammer, zwischen 2014 und 2017 Mitglied des Belgischen Senats sowie von 2017 bis 2024 Ministerin in der Wallonischen Regierung war. Seit 2024 ist sie wieder Mitglied des Senats und zugleich auch Senatspräsidentin.

## Leben
Valérie De Bue absolvierte zunächst ein Studium der Fächer Raumplanung und Stadtentwicklung an der Université catholique de Louvain (UCL), welches sie mit einem Diplom abschloss. Ein Studium der Wirtschaftswissenschaften an der UCL beendete sie zunächst mit einem Lizenziat und schloss zudem ein postgraduales Studium der Wirtschaftswissenschaften mit einem Master ab. Sie war zwischen 2000 und 2003 Kabinettsberaterin des Ministers des Innern und des öffentlichen Dienstes der Wallonischen Region und begann zudem ihr politisches Engagement für die Mouvement Réformateur (MR) in der Kommunalpolitik als Mitglied des Gemeinderates von Nivelles, dem sie seit 2001 angehört. Am 18. Mai 2003 wurde sie für die MR erstmals Mitglied der Belgischen Abgeordnetenkammer und vertrat in dieser bis zum 28. April 2014 die Provinz Flämisch-Brabant. Während dieser Zeit war sie von 2006 bis 2014 auch Schöffin der Stadtverwaltung von Nivelles.
Sie war vom 13. Juni 2014 bis zum 28. Juli 2017 sowie erneut zwischen dem 11. Juni und dem 13. September 2019 Mitglied des Wallonischen Parlaments, des Parlement de Wallonie, dem sie seit dem 9. Juni 2024 als Vertreterin des Wahlkreises „Nivelles“ in der Provinz Wallonisch-Brabant erneut angehört. Zugleich war sie zwischen 2014 und 2017 sowie erneut von Mai bis September 2019 Mitglied des Parlaments der Französischen Gemeinschaft, des Parlement de la Communauté française de Belgique, und gehört auch diesem seit dem 2. Juli 2024 abermals an. Zugleich war sie zwischen dem 3. Juli 2014 und dem 28. Juli 2017 erstmals Mitglied des Belgischen Senats als eine der acht Personen, die für die Wallonische Region vom Wallonischen Parlament benannt werden. Sie fungierte vom 22. Oktober 2014 bis zum 28. Juli 2017 auch als Erste Vizepräsidentin des Parlaments der Französischen Gemeinschaft.
Am 28. Juli 2017 wurde Valérie De Bue erstmals in die Wallonische Regierung berufen und bekleidete im Kabinett von Ministerpräsident Willy Borsus bis zum 13. September 2019 Ministerin für Kommunalbehörden, Wohnungsbau und Sportinfrastrukturen. Für ihre Verdienste wurde sie am 27. Mai 2019 zur Kommandeurin des Leopoldsordens ernannt. Im Anschluss übernahm im dritten Kabinett von Ministerpräsident Elio Di Rupo zwischen dem 13. September 2019 und dem 15. Juli 2024 die Ämter als Ministerin für den öffentlichen Dienst, Informationstechnologie, Verwaltungsvereinfachung, Kindergeld, Tourismus, Kulturerbe und Verkehrssicherheit. Seit dem 15. Juli 2024 ist sie Vorsitzende der MR-Fraktion im Wallonischen Parlament.
Valérie De Bue wurde am 18. Juli 2024 vom Wallonischen Parlament für die Französische Gemeinschaft abermals Mitglied des Belgischen Senats und am 25. Juli 2024 als Nachfolgerin von Jean-Paul Wahl Senatspräsidentin. Sie ist außerdem Mitglied und Vorsitzende der belgischen Delegation in der Parlamentarischen Versammlung der OSZE.